# Synanthedon gabuna
Synanthedon gabuna là một loài bướm đêm thuộc họ Sesiidae. Nó được tìm thấy ở Gabon.